# تقرير

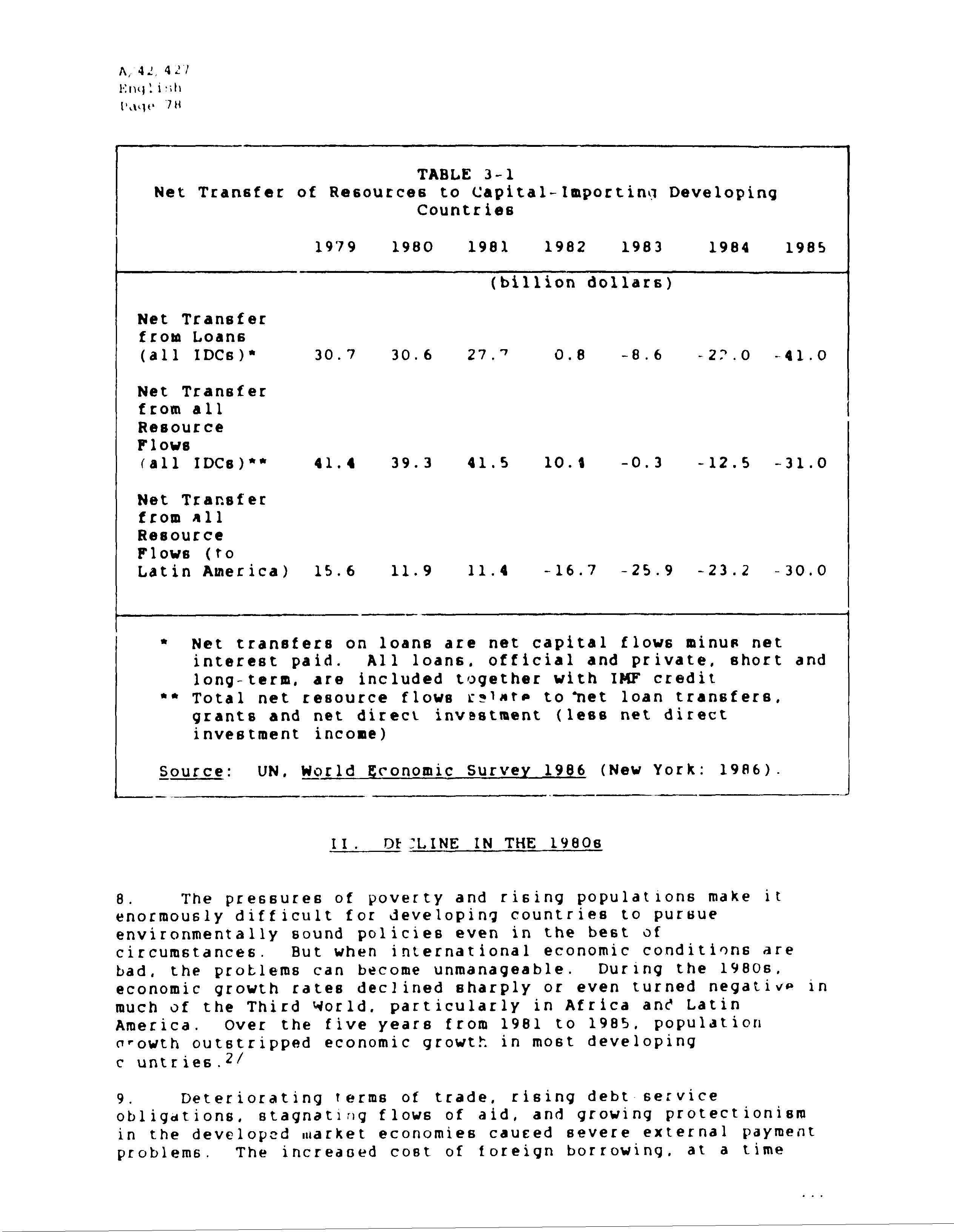

التقرير هو شكل من أشكال إيصال المعلومات، والتي تكون مصاغة بحيث تكون معدّة بشكل شبه نهائي للوصول إلى المستقبل. يمكن أن تكون التقارير على شكل مكتوب مثل التقارير الصحفية أو مصور مثل التقارير الإخباريه المصورة.
يستخدم التقرير لعرض النتائج، ففي سياق الأعمال على سبيل المثال يعرض الموظفون نتائجهم إلى المدراء في المراتب الوظيفية الأعلى لتبيان سير العمل، كما تقدم التقارير في مجال العلوم لعرض النتائج والأبحاث والدراسات.